# Girl of My Dreams (bài hát của Juice Wrld và Suga)
"Girl of My Dreams" là một bài hát tiếng Anh và tiếng Hàn của rapper người Mỹ Juice Wrld và rapper người Hàn Quốc Suga. Bài hát được phát hành dưới dạng một đĩa đơn kỹ thuật số độc lập vào ngày 10 tháng 12 năm 2021, như đĩa đơn quảng bá đầu tiên từ album phòng thu thứ tư và thứ hai của Juice Wrld sau khi mất, Fighting Demons (2021). Đây là lần hợp tác thứ hai giữa Juice Wrld và Suga từ BTS, trước đó cả hai đã hợp tác vào năm 2019 trong đĩa đơn "All Night" từ album nhạc phim BTS World: Original Soundtrack (2019).

## Bối cảnh và phát hành
Lần hợp tác đầu tiên giữa Juice Wrld và Suga từ BTS diễn ra vào tháng 6 năm 2019 trong đĩa đơn "All Night" từ album nhạc phim BTS World: Original Soundtrack (2019). Vào tháng 7 năm 2021, một đoạn trích của bài hát đã được xem trước trên Instagram bởi người đồng sáng lập Lil Bibby của Grade A. Bài hát hợp tác với Suga của BTS đã được công bố khi phát hành danh sách bài hát cho album vào ngày 9 tháng 12 năm 2021. "Girl of My Dreams" sau đó được phát hành trên cửa hàng trang web 999 Club của Juice Wrld dưới dạng một đĩa đơn kỹ thuật số độc lập vào ngày phát hành album, 10 tháng 12 năm 2021, như đĩa đơn quảng bá đầu tiên của album. Bài hát được sản xuất bởi Jaegen (được biết đến với vai trò sản xuất "Unforgettable" bởi French Montana & Swae Lee), kookoo, Josh J, cũng như Max Lord (bạn thân & kỹ sư thu âm của Juice Wrld).

## Lời bài hát
Lời bài hát mô tả Juice Wrld yêu một ai đó và Suga của BTS hát về cuộc chia tay cuối cùng của họ do tình yêu giữa cặp đôi bị coi là điều hiển nhiên. Juice Wrld trong bài hát cũng đề cập đến đĩa đơn ăn khách "All of Me" năm 2013 của John Legend trong câu đầu tiên và đoạn điệp khúc của bài hát.

## Lịch sử phát hành
| Quốc gia | Ngày              | Định dạng                       | Hãng đĩa           | Nguồn |
| -------- | ----------------- | ------------------------------- | ------------------ | ----- |
| Toàn cầu | 10 tháng 12, 2021 | Tải kỹ thuật số phát trực tuyến | Grade A Interscope | [ 2 ] |